# Bacouel-sur-Selle
Bacouel-sur-Selle là một xã ở tỉnh Somme trong vùng Hauts-de-France, Pháp.

## Địa lý
Thị trấn này tọa lạc 5 dặm Anh về phía tây nam của Amiens, bên bờ sông Selle, vài cây số so với giao lộ giữa đường ô tô A16 và A29.

## Dân số
| 1962                                                           | 1968 | 1975 | 1982 | 1990 | 1999 |
| -------------------------------------------------------------- | ---- | ---- | ---- | ---- | ---- |
| 199                                                            | 227  | 257  | 326  | 392  | 574  |
| Số liệu điều tra dân số từ năm 1962, dân số không tính hai lần |      |      |      |      |      |